# Мукенкоґель
Мукенкоґель (нім. Muckenkogel) — гора в Нижній Австрії.
Розташована поблизу міста Лілієнфельд.
19 березня 1905 року на схилі Мукенкоґеля було організувано перші офіційні лижні перегони, в яких взяли участь 24 особи. Їх викрав чеський лижник Матіас Здарський (Mathias Zdarsky). 
Перегони дали початок розрізненню альпійської та норвезької технік у лижному спорті. 